# Mobad
Een mobad of mobed (Perzisch: موبد, mōbad) is een Zoroastrische hogepriester, die bevoegd is om de religieuze ceremonie van de Yasna, het belangrijkste deel van de Avesta, uit te voeren. Een mobad heeft ook het recht om anderen op te leiden tot priester in de cultus van het Mazdeïsme .
Het woord mobad komt uit het Middelperzisch (mowbed). Het is samengestelling van magu-pati (letterlijk "meester van de magiërs"), in het Oud-Perzisch maguš, in het Oudgrieks μάγος, magos, waaruit de Latijnse magus ("tovenaar") voortkwam.
Een gekende mobad is de hogepriester Kartir, hofpriester onder Sjapoer I (241-272).